# 英鶴丸
英鶴丸（ひでつるまる）は、淡路フェリーボートが運航していたフェリー。後に東日本フェリーでも運航された。

## 概要
林兼造船長崎造船所で建造され、1983年10月に須磨 - 大磯航路に就航した。
1998年4月5日、航路廃止により引退した。
その後、東日本フェリーの三福航路の復活運航にあたって用船され、1998年7月1日から8月31日まで2ヶ月間のみ三厩 - 福島航路に就航した。

## 設計
平甲板型の自動車渡船兼旅客船である。瀬戸内海の短距離航路向けに建造された本船であるが、東日本フェリーに用船された際には、海況の厳しい津軽海峡を運航するため、船首ランプの閉鎖、車両甲板側面の開口部の閉鎖などが行われた。

## 船内

### 船室
- 特別室（18名）
- 椅子席（272名）
- 立席（310名）